# Mikael Beck
Mikael Christian Beck (tidigare Malowaniuc), född 5 mars 1972 i Varbergs församling i Hallands län, är en svensk militär.

## Biografi
Beck avlade officersexamen 1996 och utnämndes samma år till fänrik vid Hallandsbrigaden, där han befordrades till löjtnant 1998. Han var chef för 61. luftvärnsbataljonen i Luftvärnsregementet, chef för svenska insatsen i Afghanistan, stabschef vid Luftvärnsregementet och chef för Stabsavdelningen tillika ställföreträdande stabschef vid Arméstaben. Beck befordrades till överste 2020 och är sedan den 6 november 2020 chef för Luftvärnsregementet tillika chef för Halmstads garnison.